# ТК (футбольний клуб, Ужгород)
ТК (угор. Ungvári Testnevelési Klub)  — угорський футбольний клуб з однойменного міста (тепер — Ужгород, Закарпатська область).

## Хронологія назв
- 1918: Ужгородський гімнастичний клуб (угор. Ungvári Gimnasztikai Klub)
- 1919: Ужгородський фізкультурний клуб (угор. Ungvári Testnevelési Klub)

## Історія
Команда створена 1918 року під назвою Ужгородський гімнастичний клуб (угор. Ungvári Gimnasztikai Klub), але вже наступного року вона змінила назву на Ужгородський фізкультурний клуб (угор. Ungvári Testnevelési Klub)
Після закінчення Першої світової війни Закарпаття увійшло до складу Чехословаччини і відповідно до вказівок Чехословацької футбольної асоціації у 1920 році створили дві групи — «Слов'янська» (команди з Чехії та Словаччини) та «Закарпатська» (угор. Karpataijai Lobdoruho kerület) (угорські команди). Матчі в кожних групах проводилися окремо.
У 1926 році у так званій «Лізі» вперше одночасно взяли участь як слов'янські, так й угорські команди. Титул абсолютного чемпіона Словаччини завоював УТК.
У 1934 році систему футбольних ліг країни реорганізували в єдиний чемпіонат Чехословаччини. Найкращі футбольні клуби розподілили в 5 груп: середньочеська, чеська провінція, моравсько-сілезька, словацько-підкарпатська та німецька група. Вочевидь, система футбольних ліг була реорганізована за національним принципом. Словацька група розподілялася в свою чергу на дві підгрупи — західну (команди із Західної та Центральної Словаччини) та східну (Східна Словаччина та Закарпаття). За результатами спортивних змагань до східного словацько-підкарпатського дивізіону були віднесені два найсильніших слов’янських клуби («Русь» Ужгород та ЧШК Ужгород) та два угорські клуби, які посіли перші два місця у своїх чемпіонатах (МСЕ Мункач та ФТК Берегшаш). Згодом до них приєднався й УАК.
Після знищення Чехословаччини Закарпаття опинилося під угорською окупацією. Найкращі закарпатські клуби («Русь» Ужгород, «Унгвар», МСЕ Мункач та ФТК Берегшаш) у сезоні 1939/40 років стартували у групі Фельвідек другого дивізіону чемпіонату Словаччини (угор. Nemzeti Bajnokság B, Felvidéki csoport). Лише ужгородська «Русь» зберігла своє місце в другому дивізіоні, решта ж команд опустилися до третьої ліги Угорщини. У сезоні 1939/40 УТК виступав у третій лізі Східної субфедерації, клас I, група Фельвідек. Після цього клуб відмовився від подальших виступів у національних змаганнях і продовжив свої виступи в регіональних турнірах.
Після приходу радянських військ у 1945 році команду розформували.

## Досягнення
- Чемпіонат Словаччини
  -  Чемпіон (1): 1926

- Чемпіонат Закарпаття
  -  Чемпіон (6)